# Kasidol
Kasidol (izvirno srbsko Касидол) je naselje v Srbiji, ki upravno spada pod Občino Požarevac; slednja pa je del Braničevskega upravnega okraja.

## Demografija
V naselju živi 599 polnoletnih prebivalcev, pri čemer je njihova povprečna starost 44,3 let (42,7 pri moških in 46,0 pri ženskah). Naselje ima 203 gospodinjstev, pri čemer je povprečno število članov na gospodinjstvo 3,67.
To naselje je, glede na rezultate popisa iz leta 2002, večinoma srbsko.
|  |

| Demografija | Demografija     | Demografija     |
| Leto        | Št. prebivalcev | Št. prebivalcev |
| ----------- | --------------- | --------------- |
|             |                 |                 |
|             |                 |                 |
|             |                 |                 |
|             |                 |                 |
| 1948        | 1272            |                 |
| 1953        | 1317            |                 |
| 1961        | 1276            |                 |
| 1971        | 1289            |                 |
| 1981        | 1227            |                 |
| 1991        | 1144            | 927             |
| 2002        | 1064            | 744             |
|             |                 |                 |

| Etnična sestava po popisu iz leta 2002 | Etnična sestava po popisu iz leta 2002 | Etnična sestava po popisu iz leta 2002 | Etnična sestava po popisu iz leta 2002 | Etnična sestava po popisu iz leta 2002 |
| -------------------------------------- | -------------------------------------- | -------------------------------------- | -------------------------------------- | -------------------------------------- |
| Srbi                                   | Srbi                                   |                                        | 727                                    | 97,71%                                 |
| Romuni                                 | Romuni                                 |                                        | 5                                      | 0,67%                                  |
| Romi                                   | Romi                                   |                                        | 4                                      | 0,53%                                  |
| Bolgari                                | Bolgari                                |                                        | 1                                      | 0,13%                                  |
| Neznano                                | Neznano                                |                                        | 7                                      | 0,94%                                  |